# Карлос Пеллегріні
Ка́рлос Енрі́ке Хосе́ Пеллегрі́ні (ісп. Carlos Enrique José Pellegrini; 11 жовтня 1846 — 17 липня 1906) — аргентинський адвокат, присяжний перекладач і політик. Обіймав посади віцепрезидента Аргентини у 1886—1890 роках і президента у 1890—1892 роках. За своє недовге правління спромігся витягнути країну з глибокої кризи, а також заснував Національний банк Аргентини.